# Hauptstreckung
Die Hauptstreckungen {\displaystyle \lambda _{1},\lambda _{2},\lambda _{3}} bezeichnen in der Kontinuumsmechanik die drei Hauptwerte der einander mathematisch ähnlichen rechten und linken Deformationstensors U bzw. v. Man erhält die Hauptstreckungen aus der Hauptachsentransformation des Deformationstensors durch Lösung des charakteristischen Polynoms.
Im Hauptachsensystem des Deformationstensors geben die Streckungen {\displaystyle \lambda } die aktuelle Länge {\displaystyle l} eines Linienelements bezogen auf seine Ausgangslänge {\displaystyle l_{0}} wieder und stehen daher mit der Dehnung {\displaystyle \varepsilon } im Zusammenhang:
{\displaystyle \lambda ={\frac {l}{l_{0}}}={\frac {l_{0}+\Delta l}{l_{0}}}=1+\varepsilon }.
Mithilfe dieser Streckungen lassen sich ebenfalls die Deformationsinvarianten in der Festkörpermechanik (Kontinuumsmechanik der Festkörper) recht einfach darstellen.

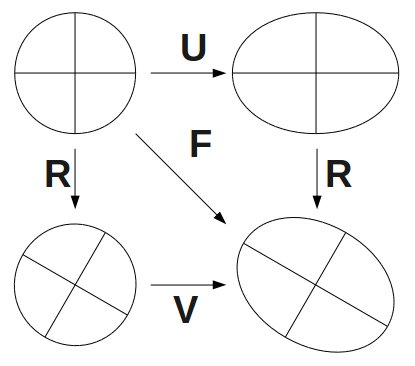
Veranschaulichung der Polarzerlegung. Hier ist der linke Strecktensor – anders als im Text – groß geschrieben.

Denn der rechte und linke Deformationstensor ergeben sich aus der Polarzerlegung
{\displaystyle \mathbf {F} =\mathbf {R\cdot U} =\mathbf {v\cdot R} }
des Deformationsgradienten F, siehe Bild. Darin ist R ein eigentlich orthogonaler Tensor, der eine Drehung darstellt und die Eigenschaften RT · R = R · RT = 1 und det(R) = +1 besitzt (1 ist der Einheitstensor). Der Deformationsgradient transformiert Linienelemente {\displaystyle \mathrm {d} {\vec {X}}} im undeformierten Körper in die Linienelemente {\displaystyle \mathrm {d} {\vec {x}}} des deformierten Körpers:
{\displaystyle \mathbf {F} \cdot \mathrm {d} {\vec {X}}=\mathrm {d} {\vec {x}}.}
Damit lautet die Streckung eines Linienelements in der Lagrange’schen Betrachtungsweise:
{\displaystyle {\frac {|\mathrm {d} {\vec {x}}|}{|\mathrm {d} {\vec {X}}|}}={\frac {|\mathbf {F} \cdot \mathrm {d} {\vec {X}}|}{|\mathrm {d} {\vec {X}}|}}={\frac {|\mathbf {R\cdot U} \cdot \mathrm {d} {\vec {X}}|}{|\mathrm {d} {\vec {X}}|}}={\frac {|\mathbf {U} \cdot \mathrm {d} {\vec {X}}|}{|\mathrm {d} {\vec {X}}|}},}
denn die Drehung R lässt die Norm unberührt. Sei {\displaystyle \mathrm {d} {\vec {X}}} Eigenvektor mit Eigenwert λ des positiv definiten rechten Strecktensors U. Dann berechnet sich
{\displaystyle {\frac {|\mathrm {d} {\vec {x}}|}{|\mathrm {d} {\vec {X}}|}}={\frac {|\mathbf {U} \cdot \mathrm {d} {\vec {X}}|}{|\mathrm {d} {\vec {X}}|}}={\frac {|\lambda \mathrm {d} {\vec {X}}|}{|\mathrm {d} {\vec {X}}|}}=\lambda ={\frac {l}{l_{0}}}.}
Für den linken Strecktensor v bestimmt sich in der  Euler’schen Betrachtungsweise:
{\displaystyle \mathbf {F} ^{-1}=\mathbf {R^{\top }\cdot v^{\rm {-1}}} \quad \rightarrow \quad {\frac {|\mathrm {d} {\vec {x}}|}{|\mathrm {d} {\vec {X}}|}}={\frac {|\mathrm {d} {\vec {x}}|}{|\mathbf {F} ^{-1}\cdot \mathrm {d} {\vec {x}}|}}={\frac {|\mathrm {d} {\vec {x}}|}{|\mathbf {R^{\top }\cdot v} ^{-1}\cdot \mathrm {d} {\vec {x}}|}}={\frac {|\mathrm {d} {\vec {x}}|}{|\mathbf {v} ^{-1}\cdot \mathrm {d} {\vec {x}}|}},}
wieder weil die Rotation die Norm beibehält. Sei {\displaystyle \mathrm {d} {\vec {x}}} Eigenvektor mit Eigenwert λ des ebenfalls positiv definiten linken Strecktensors v. Dann zeigt sich 
{\displaystyle \mathbf {v} \cdot \mathrm {d} {\vec {x}}=\lambda \mathrm {d} {\vec {x}}\quad \Leftrightarrow \quad \mathrm {d} {\vec {x}}=\lambda \mathbf {v} ^{-1}\cdot \mathrm {d} {\vec {x}}\quad \Leftrightarrow \quad \mathbf {v} ^{-1}\cdot \mathrm {d} {\vec {x}}={\frac {1}{\lambda }}\mathrm {d} {\vec {x}}}
und weiter
{\displaystyle {\frac {|\mathrm {d} {\vec {x}}|}{|\mathrm {d} {\vec {X}}|}}={\frac {|\mathrm {d} {\vec {x}}|}{|\mathbf {v} ^{-1}\cdot \mathrm {d} {\vec {x}}|}}={\frac {|\mathrm {d} {\vec {x}}|}{|{\frac {1}{\lambda }}\mathrm {d} {\vec {x}}|}}=\lambda ={\frac {l}{l_{0}}}.}
Die Hauptstreckungen in der Lagrange’schen- und Euler’schen Betrachtungsweise sind gleich aber die Richtungen, in denen die Hauptstreckungen auftreten, sind gemäß
{\displaystyle \mathbf {U} \cdot {\vec {v}}=\lambda {\vec {v}}\quad \Leftrightarrow \quad \mathbf {R\cdot U} \cdot {\vec {v}}=\mathbf {v\cdot R} \cdot {\vec {v}}=\mathbf {v\cdot (R} \cdot {\vec {v}})=\lambda (\mathbf {R} \cdot {\vec {v}})}
gegeneinander verdreht, so wie es die Kreuze im Bild auch nahelegen.